# Plaza de la Fe Juan Pablo II
La Plaza La Fe o Plaza de la Fe Juan Pablo II es un espacio público ubicado en el sector costero del Lago Xolotlán en la ciudad de Managua, Nicaragua. Su nombre honra la visita del Papa Juan Pablo II a Nicaragua en 1996, siendo inaugurada oficialmente como símbolo de reconciliación y espiritualidad nacional. Es utilizada para eventos religiosos, cívicos y culturales de gran convocatoria.

## Historia
La plaza fue construida sobre parte del terreno que bordea el Lago Xolotlán como parte de un proceso de recuperación de espacios públicos impulsado por la Alcaldía de Managua y el Gobierno de Nicaragua a finales del siglo XX. Su inauguración se realizó en el año 2000 y se dedicó al Papa Juan Pablo II, quien visitó Managua por segunda vez en 1996

## Características
La Plaza La Fe cuenta con:
Monumento a Juan Pablo II al centro de la explanada.
Espacios peatonales, jardineras y fuentes decorativas.
Iluminación escénica para eventos nocturnos.
Conexión directa con el Paseo Xolotlán y el Puerto Salvador Allende.
Vistas panorámicas del lago y del Volcán Momotombo.

## Usos y eventos
El sitio es utilizado como espacio de encuentro para actividades religiosas, como misas campales, procesiones y vigilias, así como para conciertos, ferias gastronómicas, celebraciones patrias y eventos internacionales. Su gran capacidad la convierte en una de las principales plazas de la capital para actividades al aire libre

## Importancia simbólica
Más allá de su función como espacio recreativo, la Plaza La Fe se ha convertido en un símbolo del espíritu religioso y cívico de los managüenses, representando el encuentro entre la fe, la cultura y la historia reciente del país. Su entorno ha sido parte del proyecto de embellecimiento de la franja costera del lago.